# متحف كنوز العملات
متحف كنوز العملات أحد متاحف منطقة مكة المكرمة , أسسه أحمد صالح عبد الله الغامدي، يتكون المتحف من دورين وكل دور مقسم إلى 4 قاعات أو أجنحة ومساحة المتحف الإجمالية حوالي 500 متر مربع، ويعتبر متحف كنوز العملات من أندر المتاحف المتخصصة في العملات التي تحتوي على الكم الهائل من العملات الإسلامية والعربية والأجنبية، وقد تم توزيع محتويات المتحف من حيث العرض كالتالي القاعة الأولى ومن خلالها تم عرض العملات والنقود السعودية منذ عهد الملك عبد العزيز , القاعة الثانية ومن خلالها تم عرض عملات ونقود دول الخليج العربي , القاعة الثالثة ومن خلالها تم عرض عملات الدولة العثمانية , القاعة الرابعة ومن خلالها تم عرض عملات ونقود نادرة ومميزة تشمل العديد من دول العالم، القاعة الخامسة ومن خلالها تم عرض عملات إسلامية وعربية، القاعة السادسة ومن خلالها تم عرض عملات أوروبية، القاعة السابعة ومن خلالها تم عرض عملات آسيوية وأمريكية، وقد تم عرض جميع محتويات المتحف من العملات داخل فاترينات عالية الجودة وبطريقة حرفية.

## وصلات خارجية
- متحف كنوز العملات
- متحف كنوز العملات